# بنسون سيوري
بنسون كيبلاغات سيوري (بالإنجليزية: Benson Kiplagat Seurei) (مواليد 27 مارس 1984) عداء مسافات متوسطة بحريني الجنسية كيني المولد متخصص في سباقات 1500 متر. مثل بلده في سباق 1500 متر في بطولة العالم لألعاب القوى 2015 حيث خرج من الدور الأول.

## سجل البطولات
| العام       | البطولة                              | الملعب      | المركز      | السباق      | الزمن       |
| مثل البحرين | مثل البحرين                          | مثل البحرين | مثل البحرين | مثل البحرين | مثل البحرين |
| ----------- | ------------------------------------ | ----------- | ----------- | ----------- | ----------- |
| 2013        | البطولة العربية لألعاب القوى         | الدوحة      | 2           | 1500 متر    | 3:40.07     |
| 2014        | دورة الألعاب الآسيوية                | إنتشون      | 4           | 1500 متر    | 3:44.20     |
| 2014        | كأس العالم لألعاب القوى              | مراكش       | 5           | 1500 متر    | 3:49.91     |
| 2015        | بطولة العالم لألعاب القوى            | بكين        | 36          | 1500 متر    | 3:45.70     |
| 2015        | دورة الألعاب العسكرية                | مونغيونغ    | 2           | 1500 متر    | 3:44.98     |
| 2016        | بطولة آسيا لألعاب القوى داخل الصالات | الدوحة      | 2           | 1500 متر    | 3:37.08     |

## الأرقام القياسية

### الهواء الطلق
- 800 متر – 1:45.67 (بوتروب 2012)
- 1000 متر – 2:16.39 (لينز 2012)
- 1500 متر – 3:31.61 (موناكو 2012)
- المايل – 3:56.78 (هيدلبرغ 2013)
- 3000 متر – 7:40.56 (زغرب 2013)
- 3000 متر موانع – 8:37.3 (نيروبي 2006)

### الصالات
- 800 متر – 1:48.37 (ودفيغسهافن 2012)
- 1000 متر – 2:20.14 (براغ 2009)
- 1500 متر – 3:37.08 (الدوحة 2016)
- 3000 متر – 7:48.96 (لينز 2012)

## روابط خارجية
- بنسون سيوري على موقع الاتحاد الدولي لألعاب القوى (الإنجليزية)
- بنسون سيوري على موقع الدوري الماسي (الإنجليزية)
- بنسون سيوري على موقع أوليمبيديا (الإنجليزية)